# Вангенхайм, Инга фон
Инга фон Ва́нгенхайм (нем. Inge von Wangenheim, урожд. Ингеборг Франке нем. Ingeborg Franke; 1 июля 1912, Берлин — 6 апреля 1993, Веймар) — немецкая актриса и писательница.

## Биография
Инга фон Вангенхайм — дочь работницы швейной фабрики. Окончив лицей, получила актёрское образование и затем выступала в небольших ролях на различных берлинских сценах, в том числе, в Театре на Шиффбауэрдамм и в постановках Эрвина Пискатора. В 1931 году Инга поступила в «Труппу 1931», которую возглавлял её будущий супруг Густав фон Вангенхайм. В том же году Инга вступила в Коммунистическую партию Германии. После прихода к власти НСДАП в 1933 году через Бельгию и Францию бежала в Советский Союз. Несколько лет провела в Москве, снимаясь в кино и занимаясь журналистикой. Вместе с Бруно Шмидтсдорфом выступила в одной из главных ролей в антифашистском фильме «Борцы», снятом Густавом фон Вангенхаймом в Москве. В 1941 году была эвакуирована из Москвы сначала в Казань и затем в Ташкент. В 1943 году вернулась в Москву и работала редактором в Национальном комитете «Свободная Германия».
В 1945 году вернулась с мужем в Германию. В 1946 году вступила в Социалистическую единую партию Германии. В последующие годы активно участвовала в деятельности Союза немецких народных театров, издавала журнал Volksbühne, выступала актрисой и режиссёром в Немецком театре в Берлине и на киностудии DEFA. С конца 1940-х годов сосредоточилась на литературной деятельности и состояла в Союзе писателей ГДР. После развода с мужем переехала в 1961 году в Рудольштадт, а в 1974 году — в Веймар. С 1960 года состояла в лесбийских отношениях.
Литературное наследие Вангенхайм включает романы, мемуары, эссе и путевые заметки. Помимо романов, посвящённых строительству ГДР (роман Am Morgen ist der Tag ein Kind повествует о событиях 17 июня 1953 года с точки зрения СЕПГ), заслуживают внимания воспоминания Вангенхайм о жизни в Советском Союзе (Mein Haus Vaterland и Auf weitem Feld замалчивают тёмные стороны жизни в ссылке). С 1960-х годов Вангенхайм публиковала репортажи о своих поездках на Запад.
Инга фон Вангенхайм — мать актёра и сценариста Фриделя фон Вангенхайма и близнецов Элеоноры и Элизабет фон Вангенхайм.
В Рудольштадте имя Инги фон Вангенхайм носит основанный в 2010 году литературный институт.

## Сочинения
- Die Aufgaben der Kunstschaffenden im neuen Deutschland, Berlin 1947
- Mein Haus Vaterland, Berlin 1950
- Zum 175. Todestag Konrad Ekhofs, Berlin 1953
- Auf weitem Feld, Berlin 1954
- Am Morgen ist der Tag ein Kind, Berlin 1957
- Einer Mutter Sohn, Berlin 1958
- Professor Hudebraach, Halle (Saale) 1961
- Das Zimmer mit den offenen Augen, Halle (Saale) 1965
- Die Geschichte und unsere Geschichten, Halle (Saale) 1966
- Reise ins Gestern, Halle 1967
- Die hypnotisierte Kellnerin, Rudolstadt 1968
- Kalkutta liegt nicht am Ganges, Rudolstadt 1970
- Die Verschwörung der Musen, Halle (Saale) 1971
- Die Probe, Halle (Saale) 1973
- Die tickende Bratpfanne, Rudolstadt 1974
- Von Zeit zu Zeit, Halle/Saale 1975
- Hamburgische Elegie, Halle (Saale) 1977
- Spaal, Rudolstadt 1979
- Die Entgleisung, Halle [u.a.] 1980
- Genosse Jemand und die Klassik, Halle [u.a.] 1982
- Mit Leib und Seele, Halle [u.a.] 1982
- Weiterbildung, Halle [u.a.] 1983
- Schauplätze, Rudolstadt 1983
- Station 5, Halle [u.a.] 1985
- Deutsch und Geschichte, Halle [u.a.] 1986
- Der goldene Turm, Rudolstadt 1988
- Auf Germanias Bärenfell, Bucha bei Jena 2002